# Michael Conrad Curtius
Michael Conrad Curtius, född den 28 augusti 1724 i Techentin, död den 22 augusti 1802 i Marburg, var en tysk filolog och historiker.
Curtius studerade 1742–1745 teologi vid universitetet i Rostock. Efter studierna blev han först huslärare hos superintendenten Paul Rehfeld i Stralsund, sedan hos statsministern i kurfurstendömet Hannover August Wilhelm von Schwicheldt, som även använde honom som rådgivare och gav honom tillfälle att odla sitt historiska intresse. Curtius blev 1759 lärare vid riddarakademien i Lüneburg. År 1768 kallades han till professor i historia, poesi och vältalighet vid universitetet i Marburg. I Marburg höll han även filologiska föreläsningar, men inskränkte sig alltmer till sin verksamhet som historiker.